# Сильва, Мартин
Марти́н Андре́с Си́льва Ле́йтес (исп. Martín Andrés Silva Leites; 25 марта 1983, Монтевидео) — уругвайский футболист, вратарь и капитан парагвайского клуба «Либертад». Выступал за сборную Уругвая.

## Биография
Мартин Сильва начал карьеру в 1999 году в клубе «Дефенсор Спортинг», однако в основном составе за эту команду дебютировал только в 2002 году. До того он выступал за молодёжный состав и одновременно прошёл через все юношеские и молодёжные сборные Уругвая за период с 1999 по 2003 год.
Закрепился в основе клуба в 2006 году. Вместе с «Дефенсором» Мартин Сильва неоднократно принимал участие в международных турнирах, в том числе доходил до 1/4 финала Кубка Либертадорес в 2007 году. Тогда лишь в серии послематчевых пенальти «фиолетовые» уступили будущему финалисту бразильскому «Гремио». Во второй половине года «Дефенсор Спортинг» дошёл до 1/4 финала Южноамериканского кубка, и не вышел в полуфинал в противостоянии с аргентинским «Ривер Плейтом» только за счёт меньшего числа гостевых голов.
В 2008 году Мартин Сильва помог своей команде в третий раз в истории стать чемпионом Уругвая. Уже тогда проявились лидерские качества вратаря, многими специалистами он стал рассматриваться как наиболее перспективный вратарь в уругвайском первенстве. Это подтвердилось в 2009 году, когда главный тренер сборной Уругвая Оскар Табарес наконец привлёк к сборной Сильву. Его дебют за национальную команду состоялся в товарищеском матче против сборной Алжира. Сильва провёл весь матч, а Уругвай уступил с минимальным счётом 0:1. Вместе со своей сборной занял четвёртое место на чемпионате мира 2010 года и в 2011 году стал обладателем Кубка Америки в качестве третьего вратаря, не проведя ни одного матча.
К 2011 году Мартин Сильва являлся капитаном своего клуба «Дефенсор Спортинг», за который он выступал на тот момент всю свою профессиональную карьеру. Мартин Сильва пользуется огромной популярностью в среде болельщиков «Дефенсор Спортинга». В середине 2011 года, в ходе Кубка Америки, было объявлено о переходе Мартина в асунсьонскую «Олимпию». В первый же сезон помог «Олимпии» возвратить чемпионский титул в Парагвае, который команда не могла выиграть на протяжении 11 лет — с 2000 года. В 2013 году помог своей команде дойти до финала Кубка Либертадорес, где лишь в серии пенальти уступили «Атлетико Минейро».
С 2013 по 2018 год Мартин провёл более 200 матчей за бразильский клуб «Васко да Гама», был капитаном этой команды. В 2015 и 2016 годах Сильва вместе с «адмиралами» становился чемпионом штата Рио-де-Жанейро. Покинул «Васко» в декабре 2018 года, перейдя в парагвайский «Либертад».
В 2013 году, спустя четыре года после дебюта, Мартин провёл второй матч за сборную, уже на официальном турнире, против сборной Таити на Кубке конфедераций. Соперник был крайне низкого класса и Сильва вступал в игру лишь несколько раз, сохранив свои ворота в неприкосновенности.

## Достижения
- Чемпион Уругвая (1): 2007/08
- Чемпион Парагвая (1): Клаусура 2011
- Чемпион штата Рио-де-Жанейро (2): 2015, 2016
- Победитель Лигильи (1): 2006
- Финалист Кубка Либертадорес (1): 2013
- Обладатель Кубка Америки (1): 2011
- Полуфиналист чемпионата мира (1): 2010